# Yelo
Yelo és un municipi de la província de Sòria, a la comunitat autònoma de Castella i Lleó.

## Demografia
| Any      | 1900 | 1910 | 1920 | 1930 | 1940 | 1950 | 1960 | 1970 | 1980 | 1990 | 2000 |
| Població | 436  | 486  | 463  | 437  | 412  | 374  | 291  | 163  | 112  | 102  | 63   |